# لافت (فیلم)
خانه مجردی (به انگلیسی: The Loft) فیلم مهیج امریکایی-بلژیکی محصول سال ۲۰۱۴ است. کارگردان این فیلم اریک فان لوی است. این فیلم به عنوان نسخه بازسازی شده فیلمی بلژیکی به همین نام در سال ۲۰۰۸ به‌شمار می‌رود، که آن هم توسط اریک ون لو کارگردانی شده بود.
این فیلم در تابستان ۲۰۱۱ فیلمبرداری شد ولی عرضه سینمایی آن توسط توزیع‌کننده عوض شد. دراصل دارک کسل انترتینمنت با قصد عرضه فیلم از طریق شرکت وارنر برادرز، حق عرضه در آمریکا را کسب کرد. وقتی جوئل سیلور دفترش را به یونیورسال منتقل کرد، بر دارک کسل و این فیلم مسلط شد. یونیورسال برنامه ریخت تا فیلم را در ۲۹ اوت ۲۰۱۴ منتشر کند ولی استودیو آن را از برنامه خارج کرد. حق توزیع فیلم از دارک کسل به اوپن رود فیلمز منتقل شد و آن را در ۳۰ ژانویه ۲۰۱۵ منتشر کرد. 

## داستان
پنج مرد متاهل، یک اتاق زیرشیروانی را به اشتراک می‌گذارند تا در آن با معشوقه‌های خود ملاقات کنند. وقتی جسد یک زن در اتاق پیدا می‌شود، مردها به هم مشکوک می‌شوند، زیرا آن‌ها تنها کسانی هستند که کلید اتاق را دارند. در فلش بک‌هایی که با صحنه‌های زمان حال ترکیب شده، داستان باز می‌شود. 
این پنج مرد:
۱. وینسنت استفنز (کارل اوربان): معمار و طراح ساختمانی که اتاق زیرشیروانی در آن قرار دارد. متاهل و بچه‌دار. کسی که در ابتدا به بقیه پیشنهاد استفاده از اتاق را داد و بقیه به او دربارهٔ قتل مشکوک هستند. 
۲. لوک سیکورد (ونتورت میلر): ازدواج کرده با الی که وابسته به انسولین است. کسی که جسد را پیدا کرد و درابتدا به وینسنت و بقیه زنگ زد. پلیس اشاره می‌کند که او از وینسنت خوشش می‌آید. هم چنین او بدون آگاهی بقیه، فعالیت‌هایشان در اتاق زیرشیروانی را ضبط می‌کند. 
۳. دکتر کریس ونوون (جیمز مارسدن): یک روانپزشک متاهل. برادر ناتنی فیلیپ. کریس و فیلیپ یک خواهر ناتنی به نام، زویی دارند. از همه بیشتر نسبت به این ایده بی میل است و آخرین کسی است که کلید را می پذیرد. کریس نهایتاً قبول می‌کند چون مجذوب آن شده‌است که معشوقه‌اش می‌شود. آن به کریس می‌گوید عاشقش نشود چون او یک فاحشه است. کریس کلید اتاق را به آن می‌دهد تا ثابت کند از آن برای زنان دیگر استفاده نمی‌کند. 
۴. مارتی لاندری (اریک استون استریت): ازدواج کرده با میمی. زیاد الکل می خورد و فاسد است. وقتی یک زن که که قبلاً با مارتی بوده ظاهر می‌شود، میمی از او جدا می‌شود. 
۵. فیلیپ ویلیامز (ماتیاس خونارتس): برادر ناتنی کریس. ازدواج کرده با ویکی که تنها دختر رئیس پولدار فیلیپ است. معتاد به مواد که با وضع سواستفاده از سوی پدر بزرگ شده. نسبت به خواهرش خیلی محتاط است و به بقیه مردان دربارهٔ سکس با او هشدار می‌دهد.
قربانی قتل، سارا دیکینز (ایزابل لوکاس) است: وینسنت، لوک و مارتی او را در یک بار ملاقات کردند. وینسنت و لوک جذب او شدند ولی او با وینسنت رابطه برقرار کرد. در یک مهمانی، سارا، وینسنت را تهدید می‌کند که قضیه را به همسرش می‌گوید ولی توسط لوک از این کار منصرف می‌شود. او ظاهراً در اتاق زیرشیروانی با خوردن قرص و شامپاین سعی به خودکشی می‌کند. لوک او را پیدا کرده و به کریس، مارتی و فیلیپ زنگ می‌زند و نوشته‌ای برای وینسنت به آن‌ها نشان می‌دهد. کریس نوشته "در زندگی بعدی تو را می‌بینم" را بر می‌دارد. 
لوک دی‌وی‌دی‌هایی از وینسنت نشان می‌دهد که با همسر مارتی، فاحشه کریس و زویی سکس داشته‌است. فیلیپ در اتاق می‌ماند تا صحنه را مرتب کند و بقیه می‌روند. او مقداری کوکایین می‌گذارد و مچ‌های سارا را توسط چاقو می‌برد و با انگشتان خونیش یک عبارت لاتین مشابه نوشته خودکشیش در بالای تخت می‌نویسد. سپس دست راست سارا را بوسیلهٔ دست‌بند به تخت می‌بندد. 
در طی فیلم که پنج مرد بحث می‌کنند با جسد چه کنند، لوک، کریس، مارتی و فیلیپ بعد از بیهوش کردن وینسنت، او را لخت کرده و کنار جسد روی تخت قفل می‌کنند. قبل از اینکه وینسنت کاملاً بیهوش شود، کریس دربارهٔ خودکشی سارا و محتوای نوشته‌اش به او می‌گوید. در اداره پلیس، وینسنت ماجرای از قبل طرح ریزی شده را بازگو می‌کند، اما آن‌ها باور نمی‌کنند زیرا تنها اثر انگشت او و سارا پیدا شده‌است. آن‌ها هم چنین دی‌وی‌دی‌های روابط جنسی او را بجز با میمی، آن و زویی دارند. پلیس ذکر می‌کنند که بقیه مردها برای آن روز عذرغیبت دارند: کریس و لوک با هم دیده شده‌اند، مارتی در دفترش بوده و فیلیپ هم پیش پدرخوانده‌اش بوده‌است. 
بعد از آزاد کردن کریس از بازجویی، کارآگاه هاگینز می‌گوید که وینسنت بخاطر قتل بازداشت شده‌است. کریس تعجب می‌کند زیرا فکر می‌کرده او تنها بخاطر خودکشی سارا مقصر شناخته می‌شود. بعداً کارآگاه بیان می‌کند که قرص‌ها سارا را نکشته‌اند، بلکه بریده شدن مچ دست‌هایش باعث مرگ وی شده‌است، و اثر انگشت وینسنت بر روی چاقو بوده و همچنین نوشته‌ای در رابطه با خودکشی پیدا نکرده‌اند. بیرون از اداره پلیس، کریس می‌فهمد نوشته خودکشی که لوک به او داده بود، در جیبش نیست. پس به اتاق می‌رود و با لوک روبرو می‌شود. پس از جستجوی اتاق، نوشته در زباله‌ها پیدا می‌شود و کریس به این فکر میفتد که نویسنده آن، خود لوک بوده‌است. پس لوک همه چیز را به کریس می‌گوید: او از وینسنت فیلم گرفته زیرا خودش مجذوب سارا بوده‌است. 
شب مهمانی، لوک نمی‌گذارد سارا قضیه خیانت را به همسر وینسنت بگوید و به سارا می‌گوید وینسنت از او استفاده کرده ولی او بهتر رفتار می‌کند. سارا، لوک را رد می‌کند و می‌گوید هیچ حسی نسبت به او ندارد. وقتی سارا برای دیدن وینسنت به اتاق زیرشیروانی می‌رود، لوک پیدایش می‌شود و او را مسموم می‌کند و سعی می‌کند با اووردوز انسولین او را بکشد. سپس با قرص‌ها، بطری شامپاین و دست نوشته‌ای، صحنه خودکشی را می‌سازد. کریس می‌گوید که وینسنت محکوم به قتل شده چون سارا وقتی با فیلیپ بوده هنوز نمرده بوده‌است. پس لوک بیان می‌کند که در واقع فیلیپ، سارا را کشته است و خودش اوضاع را درست می‌کند. اما کریس نمی‌پذیرد، و لوک چاقوی آشپزخانه را برمی‌دارد و تهیدیدش می‌کند. صدای آژیر شنیده می‌شود و کریس می‌گوید همه چیز را به پلیس گفته است. آن‌ها با یکدیگر درگیر می‌شوند و در نهایت لوک خودش را از بالکن به پایین پرت می‌کند. 
شش ماه بعد، میمی و مارتی آشتی کرده‌اند و کریس طلاق گرفته‌است. در راه آن را ملاقات می‌کند و او پیشنهاد می‌کند که به اتاق زیرشیروانی بروند. کریس ذکر می‌کند که اکنون وینسنت آنجا زندگی می‌کند، زیرا تنها چیزی است که همسرش بعد از طلاق برایش گذاشته است. فیلیپ در حال دادرسی برای قتل غیرعمد است.

## بازیگران
- کارل اوربان در نقش Vincent Stevens
- ونتورت میلر در نقش Luke Seacord
- جیمز مارسدن در نقش Chris Vanowen
- اریک استون استریت در نقش Marty Landry
- ماتیاس خونارتس در نقش Philip Williams
- رونا میترا در نقش Allison Vanowen
- ریچل تیلور در نقش Ann Morris
- ایزابل لوکاس در نقش Sarah Deakins
- ولری کروز در نقش Barbara Stevens
- الین کاسیدی در نقش Ellie Seacord
- کالی روخا در نقش Mimi Landry
- مارگاریتا لیویوا در نقش Vicky Fry
- مدیسون بورگ در نقش Zoe Trauner
- کریستین لمن در نقش Detective Huggins
- رابرت ویسدم در نقش Detective Cohagan
- Ric Reitz در نقش Joel Kotkin
- گراهام بکل در نقش Hiram Fry
- Kathy Deitch در نقش Dana